# Рицурјо
Рицурјо (јап. 律令), термин који се односи на систем закона усвојених из из Кине у седмом и осмом веку у Јапану (Нара период), засноване на принципима конфучијанског легализма. Рицурјо влада се односи на националну, царску владу успостављену овим кодексима, којом управља бирократија. Цивилна власт под царском контролом управљала је Јапаном до краја периода Хејан (1185), када је због јачања војног племства замењена војном диктатуром шогуната Камакура. Међутим, идеја легалне и цивилне власти опстала је у Јапану све до краја 19. века, када је обновљена у Мејџи реформама.